# Stärkecitrate
Stärkecitrate sind Derivate der Stärke, die zu den Stärkeestern gehören.

## Herstellung
Stärkecitrate werden durch Umsetzung von Stärke mit Citronensäure in einer polymeranalogen Reaktion hergestellt. Da bei dieser Reaktion nicht alle Hydroxygruppen der Stärke reagieren, entstehen Gemische mit unterschiedlich hohem Substitutionsgrad. Auch der Substitutionsgrad der einzelnen Stärkebausteine innerhalb eines Polymers kann unterschiedlich hoch ausfallen:

## Anwendung
Sie werden in der Lebensmitteltechnologie bei Tiefkühlware eingesetzt.